# محارة أنفية سفلية
المحارة الأنفية السفلية (أو القرين الأنفي السفلي) (بالإنجليزية: Inferior nasal concha)‏ هي إحدى محارات الأنف الثلاثة، وهي تشكل عظم من عظام الجمجمة. تمتد المحارة السفلية بشكل أفقي على طول الجدار الوحشي لجوف الأنف. يوجد ضمن الصماخ الأنفي السفلي الفتحة الخاصة بالقناة الأنفية الدمعية لتصريف الدمع

## معرض صور

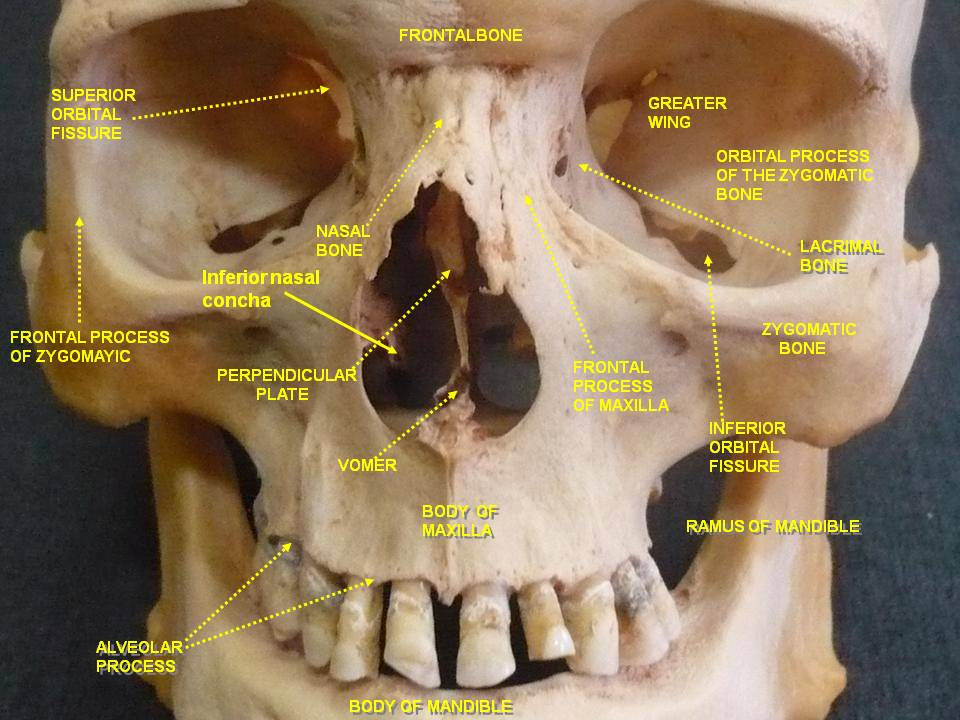
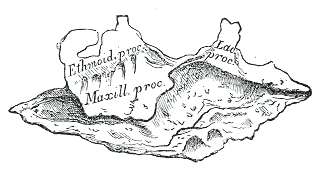
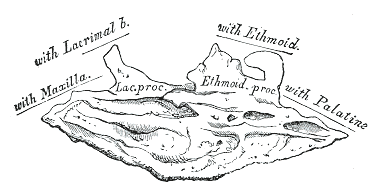